# Buenaventura (Toledo)
Buenaventura és un municipi de la província de Toledo a la comunitat autònoma de Castella-La Manxa. Limita amb Pedro Bernardo i Gavilanes a la província d'Àvila i El Encinarejo, segregat d'Almendral de la Cañada, i Navamorcuende a la de Toledo.
| 1996 | 1998 | 1999 | 2000 | 2001 | 2002 | 2003 | 2004 | 2005 | 2006 |
| ---- | ---- | ---- | ---- | ---- | ---- | ---- | ---- | ---- | ---- |
| 553  | 548  | 539  | 540  | 534  | 525  | 532  | 514  | 516  | 464  |

| Període      | Nom de l'alcalde/-essa                                            | Partit polític | Data de possessió |
| ------------ | ----------------------------------------------------------------- | -------------- | ----------------- |
| 1979 - 1983  | Rafael Castro de Castro                                           | UCD            | 19/04/1979        |
| 1983 - 1987  | Rafael Castro de Castro                                           | Independent    | 28/05/1983        |
| 1987 - 1991  | Gregorio Martín Camacho                                           | PSOE           | 30/06/1987        |
| 1991 - 1995  | Gregorio Martín Camacho                                           | PSOE           | 15/06/1991        |
| 1995 - 1999  | Gregorio Martín Camacho                                           | PSOE           | 17/06/1995        |
| 1999 - 2003  | Gregorio Martín Camacho (23-05-2001) Rosa María Fernández Sánchez | PSOE PSOE      | 03/07/1999        |
| 2003 - 2007  | Rosa María Fernández Sánchez                                      | PSOE           | 14/06/2003        |
| 2007 - 2011  | Rosa María Fernández Sánchez                                      | PSOE           | 16/06/2007        |
| 2011 - 2015  | Carlos Fernando de Castro Fernández                               | PP             | 11/06/2011        |
| 2015 - 2019  | n/d                                                               | n/d            | 13/06/2015        |
| 2019 - 2023  | n/d                                                               | n/d            | 15/06/2019        |
| Des del 2023 | n/d                                                               | n/d            | 17/06/2023        |